# Mohd Nazri Abdullah
Mohd Nazri Abdullah, né le 23 janvier 1954 et mort le 3 février 2008, est un ancien arbitre malaisien de football, qui fut international de 1989 à 2000. Il fut élu "Arbitre asiatique de l'année" en 1995.

## Carrière
Il a officié dans des compétitions majeures : 
- Coupe d'Asie des nations de football 1996 (4 matchs dont la finale)
- Gold Cup 1998 (2 matchs)
- Coupe d'Asie des nations de football 2000 (1 match)
- Coupe du Tigre 2000 (3 matchs dont la finale)